# Morąg (gromada)
Morąg – dawna gromada, czyli najmniejsza jednostka podziału terytorialnego Polskiej Rzeczypospolitej Ludowej w latach 1954–1972.
Gromady, z gromadzkimi radami narodowymi (GRN) jako organami władzy najniższego stopnia na wsi, funkcjonowały od reformy reorganizującej administrację wiejską przeprowadzonej jesienią 1954 do momentu ich zniesienia z dniem 1 stycznia 1973, tym samym wypierając organizację gminną w latach 1954–1972.
Gromadę Morąg z siedzibą GRN w mieście Morągu (nie wchodzącym w jej skład) utworzono – jako jedną z 8759 gromad na obszarze Polski – w powiecie morąskim w woj. olsztyńskim na mocy uchwały nr 17 WRN w Olsztynie z dnia 4 października 1954. W skład jednostki wszedł obszar dotychczasowej gromady Nowy Dwór ze zniesionej gminy Królewo oraz osiedla Józefów, Warszawskie i Bolesławów z miasta Morąga w tymże powiecie. Dla gromady ustalono 9 członków gromadzkiej rady narodowej.
1 stycznia 1958 do gromady Morąg włączono wsie Bogaczewo i Maliniak ze zniesionej gromady Bogaczewo w tymże powiecie.
30 czerwca 1968 do gromady Morąg włączono obszar zniesionej gromady Jurki w tymże powiecie.
1 stycznia 1969 z gromady Morąg wyłączono część obszaru lasów państwowych Nadleśnictwa Markowo o powierzchni 3 ha, włączając ją do gromady Godkowo w powiecie pasłęckim w tymże województwie; do gromady Morąg z gromady Godkowo włączono natomiast inną część obszaru lasów państwowych Nadleśnictwa Markowo (15 ha).
Gromada przetrwała do końca 1972 roku, czyli do kolejnej reformy gminnej. 1 stycznia 1973 w powiecie morąskim utworzono gminę Morąg (od 1999 gmina znajduje się w powiecie ostródzkim).